# Deutsche Stimme
Die Deutsche Stimme (DS) ist seit 1976 das Presseorgan der rechtsextremen Partei  Die Heimat (bis Juni 2023 NPD). Es wird von deren Bundesvorstand herausgegeben und erscheint monatlich im Deutsche-Stimme-Verlag. Es erschien bis März 2020 als Monatszeitung im Zeitungsformat, seit April 2020 erscheint die Deutsche Stimme als Monatsmagazin.
In ihrer ideologischen Orientierung steht sie der Partei nahe und verbreitet völkisch-nationalistische, rassistische, antisemitische und geschichtsrevisionistische Inhalte. Die Druckauflage betrug 2009 nach Angaben des Blattes 25.000 Exemplare.
Verlegt wird das Blatt von der Heimat-eigenen Deutsche Stimme Verlagsgesellschaft mbH. Geschäftsführer des Verlages ist Peter Schreiber.
Die Deutsche Stimme ist nicht zu verwechseln mit der Stimme Deutschlands, einer unregelmäßig erscheinenden Publikation des „Völkischen Flügels“ der Heimat und seit der Abspaltung der NPD im Juni 2023 deren offizielle Parteizeitung.

## Geschichte
Die Deutsche Stimme erscheint seit 1976 im gleichnamigen „Deutsche-Stimme-Verlag“. Im Jahr 1998 betrug die Auflage 8.000 Exemplare, seit 1999 erscheinen 10.000 Exemplare. Seit dem 1. Januar 2006 ist die Zeitung auch an Kiosken und im Bahnhofsbuchhandel erhältlich. Der Verlag und die Zeitschrift hatten bis 1999 ihren Sitz in dem oberbayerischen Dorf Sinning, wo sich jedoch schnell eine Bürgerinitiative gegen die Ansiedlung gründete und schließlich im Februar 2000 zum Umzug des Verlags und der Zeitschrift führte. Nach einem kurzen Aufenthalt in Stuttgart ist die Deutsche Stimme seit Sommer 2000 im sächsischen Riesa angesiedelt. Chefredakteur der NPD-Zeitung war lange Jahre der sächsische Landtagsabgeordnete Holger Apfel. Seit April 2009 hatte diese Aufgabe Karl Richter inne, Stadtrat für die rechtsextreme Bürgerinitiative Ausländerstopp in München, der im Januar 2014 aus diesem Amt entlassen wurde. Sein Nachfolger ist der DS-Geschäftsführer Peter Schreiber. Der Rücktritt Apfels von diesem Posten stand seinerzeit in engem Zusammenhang mit dem Rückzug der sächsischen NPD-Führungsriege aus dem NPD-Bundesvorstand.
Der Chef des NPD-Verlages Deutsche Stimme, Jens Pühse, musste sich seit dem 20. Februar 2007 wegen Volksverhetzung und Verbreitung von Propagandamaterial verfassungsfeindlicher Organisationen vor dem Landgericht Dresden verantworten. Die Anklage warf dem damals 35-jährigen NPD-Vorstandsmitglied vor, zwischen 2000 und 2003 CDs mit NS-Propaganda und rechtsextremistischer Musik in Auftrag gegeben und anschließend vertrieben zu haben. Bei einer Durchsuchung des im sächsischen Riesa ansässigen Verlages waren im März 2003 mehr als 9000 Tonträger beschlagnahmt worden. Die Beamten stellten im Verlagshaus und in drei Wohnungen außerdem umfangreiche Computertechnik sowie schriftliche Unterlagen sicher. Pühse wurde am 7. März 2007 freigesprochen.
Seit 2009 betreibt die Deutsche Stimme den YouTube-Kanal „DS-TV“.
Die Deutsche Stimme wird vom Bundesamt für Verfassungsschutz beobachtet.
Seit April 2020 erscheint die Deutsche Stimme nicht mehr als Zeitungsformat, sondern als Magazin. Zuvor hatte der bayerische NPD-Landesvorsitzende Sascha Roßmüller angekündigt, das Blatt müsse „gerade auch vom äußeren Erscheinungsbild her viel attraktiver werden“. Mit 6,50 Euro kostet das Magazin mehr als das Doppelte wie bis dahin die Zeitung. In der Magazin-Erstausgabe lag ein Schwerpunkt auf einer angeblichen „Antifa-Republik“, zu der Deutschland mittlerweile geworden sei „und in der ein anti-deutscher Grundkonsens den des freiheitlich-demokratischen Rechtsstaates nach und nach zu ersetzen“ scheine. Besonders angepriesen wurde eine neue Kolumne namens „Einspruch“ von Alexander Markovics, einem der Mitbegründer der Identitären Bewegung Österreich.
Im September 2022 fand in Eisenach der erste Netzwerktag der Deutschen Stimme statt. Dessen Aufgabe sei es, so der Veranstalter, unter Beteiligung relevanter Akteure „des patriotischen, nationalen und heimattreuen Spektrums [...] Kräfte zu bündeln und eine Bewegung daraus zu formen“, um „Lebensräume zu schaffen, in denen Deutsche ihrer kulturellen Eigenart gemäß frei leben können“. Lobend wurde dabei die rechtsextreme Regionalpartei „Freie Sachsen“ hervorgehoben.

## Angegliederte Zeitschriften und Regionalausgaben
Der NPD-Parteivorstand gab von Januar 1998 bis März 1999 das Werbefaltblatt „DS EXTRA“ mit einer monatlichen Auflage von bis zu 100.000 Exemplaren heraus. Nachfolgeblatt der „DS EXTRA“ ist die kostenlose Verteilzeitung „NN aktuell – Nationale Nachrichten“, die vierteljährlich erscheint. Im Sommer 2000 erschien zudem erstmals eine regionale „Ausgabe für Hamburg“ der „NN Aktuell“.
Die in einem „Nationalen Medienverband“ zusammengeschlossenen Zeitungen „Berlin-Brandenburger Zeitung – Zeitung der nationalen Erneuerung“ (BBZ), „Neue Thüringer Zeitung“, „Ordnungsruf“ (M-V), „Junges Franken“ u. a. erscheinen ebenfalls unregelmäßig als Regionalausgaben der „Deutsche Stimme“.

## Ausrichtung
Die Heimat ist die derzeit stärkste Partei des rechtsextremistischen Lagers. Sie bekennt sich zum völkischen Kollektivismus, einer dem Nationalsozialismus entnommenen Weltanschauung mit Betonung der „Volksgemeinschaft“ und des „Volksganzen“. Diese Ansichten schlagen sich in dem Parteiorgan nieder, und obwohl sich die Deutsche Stimme auch mit aktuellen Tagesereignissen befasst, will sie damit meinungsbildend in die Partei hinein wirken.
So finden sich Artikel unter Überschriften wie Deutschland muß wieder deutsch werden! (Ausgabe 12/2002) oder eine Besprechung des Buches Volk, Nation, Rasse in derselben Ausgabe, in der unverhohlen eine Trennung der „Rassen“ propagiert wird. Die antisemitische Grundausrichtung der Zeitung belegen Überschriften wie Zentralrat der Juden schlägt Kriegstrommel oder Kommentare wie Deutsche Erniedrigung und Wiederjudmachung zum Abschluss des Luxemburger Abkommens von 1952. Anfang 2021 schrieb das Magazin: „Corona lässt die Kasse klingeln: eine bestimmte Gruppe gehört wieder einmal zu den finanziellen Profiteuren“. Hintergrund war, dass das Bundesfinanzministerium und die Jewish Claims Conference im Oktober 2020 vereinbart hatten, das „Homecare-Programm“ für Holocaust-Überlebende, von denen 40 Prozent unterhalb der Armutsgrenze ihres jeweiligen Aufenthaltsortes leben, wegen der Pandemie um 30 Millionen Euro aufzustocken. Die DS behauptete daraufhin, jüdische NS-Opfer hätten einen Anspruch auf die deutschen „Corona-Sofortmittel“ und die deutschen Zahlungen „für die Sozialhilfe für Holocaust-Überlebende“ würden erhöht. Weitere bisherige Titelschlagzeilen der Deutschen Stimme waren beispielsweise „Asyl-Tsunami 2.0“, „Terror – Täuschung – Tiefer Staat“, „Finger weg von unseren Kindern – Nein zur Impfpflicht“ oder „Es gibt keinen Grund, Israel zum Geburtstag zu gratulieren“.
Daneben werden in der Deutschen Stimme zahlreiche revisionistische Themen angeschnitten, so z. B. die in rechtsextremistischen Kreisen populäre Theorie der sogenannten „Kriegschuldlüge“ oder die Leugnung des Holocaust. Beispielsweise erhielt in Ausgabe 9/2002 ein Revisionist in einem umfangreichen Interview Gelegenheit zur ausführlichen Darstellung seiner Thesen, wonach es sich bei dem deutschen Angriff auf die Sowjetunion 1941 um einen „Präventivschlag“ gehandelt habe.
Die expansiv nationalistische, revisionistische und revanchistische Ausrichtung zeigt sich in Parolen wie „Deutschland ist größer als Bundesrepublik und DDR“ oder „Richtigstellung der anti-deutschen Propagandalügen“. Mit Schlagzeilen der Art „Stoppt den Asylantenbetrug“ wird gegen Einwanderer Stimmung gemacht. Unter „Deutschland/Politik“ werden neben aktuellen Ereignissen vor allem die Hauptthemen der NPD (Arbeitslosigkeit, Einwanderungspolitik usw.) behandelt. Im Wirtschaftsteil stößt man vielfach auf antikapitalistische Polemiken, beliebt ist auch die Kritik am Euro als „Kunstgeld ohne Vaterland“. Das Ressort „Ausland“ bedient in erster Linie antiamerikanische, antiisraelische und antisemitische Ressentiments.
In dem Parteiorgan nehmen Nachrufe, Ehrungen, Jubiläumsanzeigen und Parteitagsankündigungen einen breiten Raum ein. Charakteristisch sind jedoch die vielen Kommentare und Leitartikel, die der Ideologiefestigung dienen sollen, und ein ganzseitiges Leserforum, das „dem national gesinnten Meinungsaustausch“ dienen soll.
Daneben ist die DS laut dem Landesamt für Verfassungsschutz Baden-Württemberg auch ein Ort für teils rein partei- und szeneinterne Grundsatzdebatten und hat den Charakter eines Theorie- und Strategieorgans. Das Ziel sei es, die rechtsextremistische Propaganda attraktiver, weniger angreifbar und dadurch effizienter zu machen.

## Kontroverse um den Druckort
Zu einem Skandal unter den Stammlesern der Zeitung kam es, als im Juni 2005 bekannt wurde, dass die NPD ihr Parteiblatt, da angeblich keine deutsche Rollenoffset-Druckerei bereit war, das Blatt herzustellen, in Polen drucken ließ, während zum Wahlkampf im September 2004 in Sachsen und nun zur gleichen Zeit noch einmal im sächsischen Landtag der DS-Chefredakteur und sächsische NPD-Fraktionsvorsitzende Holger Apfel mit Wahlkampfparolen wie „Grenze dicht für Lohndrücker“ die Ängste deutscher Arbeitnehmer schürte.
Zunächst wurde von der Polizei in zwei polnischen Transportern die Mai-Ausgabe der Deutschen Stimme entdeckt und anschließend von Mitarbeitern des Polnischen Staatsschutzes nach Ermittlungen eine Razzia in einer Druckerei in Zielona Góra vorbereitet. Dabei wurden mehrere Exemplare der Deutschen Stimme beschlagnahmt und von der Staatsanwaltschaft in Polen geprüft, ob der rechtsextreme Inhalt der Zeitung gegen polnische Gesetze verstoße. Das von der polnischen Staatsanwaltschaft gegen den Verlagsleiter der Deutschen Stimme Verlags GmbH, Jens Pühse, und den Geschäftsführer der polnischen Druckerei eingeleitete Ermittlungsverfahren wurde eingestellt.
Holger Apfel geriet danach im sächsischen Parlament, aber auch in der rechtsextremen Szene, in die Kritik und unter Rechtfertigungsdruck. Er beschimpfte den sächsischen Innenminister Thomas de Maizière (CDU): „Mit Verlaub: Sie sind für mich ein Arschloch“, und behauptete, in Deutschland wäre keine Druckerei bereit gewesen, die Deutsche Stimme zu drucken, weshalb er und die Partei mindestens zwei Jahre zuvor entschieden hätten, das Blatt in „Ostmitteleuropa“ drucken zu lassen. Von verschiedener Seite wurde er jedoch darauf hingewiesen, dass auch andere rechtsextreme Zeitungen wie die National-Zeitung oder die Berlin-Brandenburger Zeitung in Deutschland gedruckt werden bzw. wurden. Dabei äußerte Apfel, es herrsche „in Deutschland eine einzigartige Pogromstimmung explizit gegen die NPD“.
Nachdem die polnische Druckerei im Mai 2005 den Vertrag mit der NPD – vermutlich nach Druck von Behörden – gekündigt hatte, wird das Blatt nun in der litauischen Hauptstadt Vilnius gedruckt, ohne dass dies allerdings im Impressum vermerkt wird.

## Versandhandel
An den Verlag ist seit einigen Jahren ein Versandhandel angeschlossen, der ein umfassendes Angebot anbietet, das vom Aufkleber bis hin zum Parfüm reicht, aber genauso die rechte Subkultur mit T-Shirts, CDs, Videos usw. versorgt. Hier ist insbesondere Jens Pühse mit seinem Versand „Pühses Liste“ aktiv. Nachdem die Bundesprüfstelle für jugendgefährdende Medien am 11. April 2013 den Online-Katalog des Versandhandels indiziert hatte, musste der DS-Verlag seine Versandseite abschalten. Im März 2015 teilte der Thüringer NPD-Landesvize Thorsten Heise, bereits Inhaber des rechtsextremen „Nordland Verlags“ sowie des „WB Versands“, mit, dass er den DS-Versand übernommen habe. Inzwischen (2015) existiert ein als „Deutsches Warenhaus“ bezeichneter Internet-Versandhandel.
Die Bezeichnung schließt an die agitatorische Formel der antisemitischen Bewegung seit dem ausgehenden 19. Jahrhundert gegen „jüdische Warenhäuser“ an, die zu „arisieren“ seien.

## Pressefest der „Deutschen Stimme“
Einmal im Jahr veranstaltet das Blatt das „Pressefest der Deutschen Stimme“ an wechselnden Orten, zumeist in Ostdeutschland. Die Veranstaltung hat sich mittlerweile zu einem der größten Treffen der rechtsextremen Szene entwickelt, bei dem neben den NPD-Funktionären und anderen Rednern wie dem Rechtsterroristen Peter Naumann oder ausländischen Rechtsextremisten wie David Duke (USA) und Nick Griffin (GB) auch zahlreiche bekannte Rechtsrock-Bands und rechtsextremistische Liedermacher wie Frank Rennicke, Annett Müller oder Michael Müller auftreten. Die Teilnehmerzahlen stiegen in den letzten Jahren kontinuierlich von etwa 1500 am 8. September 2001 in Grimma über 1800 am 3. August 2002 in Königslutter (Niedersachsen) auf etwa 3.800 am 9. August 2003 in Meerane an. Der bisherige Höhepunkt war das Pressefest am 7. August 2004 im ostsächsischen Mücka mit etwa 7000 Besuchern, darunter überwiegend rechtsradikale Skinheads. Im Jahr 2005 fiel das Pressefest wegen der Wahlkampfvorbereitungen zur Bundestagswahl aus, als Ersatzveranstaltung wurde das NPD-Open-Air in Gera „Rock gegen Krieg“ mit etwa 500 rechtsextremen Besuchern genannt. Das Pressefest 2006 fand am 5. August in Dresden-Pappritz mit 7000–8000 Teilnehmern statt.
Erst 2010 wurde das Pressefest wieder neu aufgelegt. Etwa 2000 Rechtsextreme nahmen an der Veranstaltung im sächsischen Jänkendorf am 7. August 2010 teil. Als Redner traten vor allem NPD- und JN-Mitglieder auf. Als Bands und Liedermacher konnten Brutal Attack, Sturmwehr, Ü-Band, Sleipnir und Frank Rennicke verpflichtet werden. Der Ordnerdienst des Freien Netzes und der JN Sachsen beschwerte sich im Anschluss über das Verhalten und die politische Gesinnung der Gäste. In einer Stellungnahme bezeichnete der Ordnerdienst die Besucher als „Bodensatz der Szene“.
Am 11. August 2012 fand die Veranstaltung auf einem Privatgelände im Landkreis Uecker-Randow statt. Die Polizei zählte rund 1.000  Besucher, was einen weiteren Rückgang im Vergleich zu den Jahren zuvor darstellte. Angekündigt hatten sich als Redner Holger Apfel und Udo Pastörs von der NPD, der ehemalige Bundesführer der verbotenen Wiking-Jugend Wolfram Nahrath sowie Sigrid Schüßler (ehemalige Vorsitzende des Rings Nationaler Frauen). Auftritte  der Liedermacher Frank Rennicke und Jörg Hähnel sowie der Bands Die Lunikoff-Verschwörung, einer Band um Ken McLellan (Brutal Attack), Wiege des Schicksals, Faust sowie Sachsonia waren als Musikprogramm geplant. Die Veranstaltung wurde von Eckart Bräuniger ausgerichtet.
2013 fand das Pressefest nicht statt, und wegen des „riesigen organisatorischen Aufwands“ und der Personalknappheit des DS-Verlags kündigte der ehemalige Geschäftsführer Andreas Storr auch den Ausfall für 2014 an.

## Finanzielle Situation
Zeitweise befand sich der parteieigene Deutsche-Stimme-Verlag in finanziellen Schwierigkeiten, so wies der Rechenschaftsbericht 2010 einen Verlust von gut 35.000 Euro aus. Daraufhin musste sich der Verlag 140.000 Euro beim sächsischen NPD-Landesverband leihen. Im Gegenzug sicherten sich der damalige Bundesvorsitzende Holger Apfel und sein Stellvertreter Udo Pastörs noch weitreichenderen Einfluss inklusive „Weisungsbefugnis“. 2013 nannte Pastörs das ökonomische Konzept des Verlags „diffus“ und forderte ein grundlegendes „Sanierungsprogramm“.

## Straßenumbenennung
Im Juli 2010 wurde die Mannheimer Straße in Riesa, in welcher der Verlag ansässig ist, auf Initiative der Oberbürgermeisterin Gerti Töpfer in Geschwister-Scholl-Straße umbenannt.